# Carex suziella
Carex suziella är en halvgräsart som beskrevs av Josef Podpěra. Carex suziella ingår i släktet starrar, och familjen halvgräs. Inga underarter finns listade i Catalogue of Life.